# Список Героев Украины/В
В настоящем списке в алфавитном порядке представлены люди, получившие почётное звание Герой Украины, чьи фамилии начинаются с буквы «В».
- Список содержит информацию о дате указа присвоения почётного звания, роде деятельности награждённых и годах их жизни.

## Список людей, фамилии которых начинаются с «В»
| №  | Фамилия, Имя Отчество                 | Дата Указа | Деятельность | Годы жизни              |
| -- | ------------------------------------- | ---------- | --- | ----------------------- |
| 1  | Вадатурский, Алексей Афанасьевич      | 15.11.2007 | Генеральный директор сельскохозяйственного предприятия «НИБУЛОН», Николаев                                                                                           | 08.09.1947—31.07.2022   |
| 2  | Вакарчук, Иван Александрович          | 05.03.2007 | Ректор Львовского национального университета имени Ивана Франко, доктор физико-математических наук, профессор                                                        | 06.03.1947 - 04.04.2020 |
| 3  | Вантух, Мирослав Михайлович           | 21.08.2004 | Генеральный директор — художественный руководитель Национального заслуженного академического ансамбля танца Украины имени Павла Вирского, Киев                       | род. 18.01.1939         |
| 4  | Василишин, Михаил Иванович            | 03.05.2006 | Воин-пулемётчик, уроженец села Спас Рожнятовского района Ивано-Франковской области (посмертно)                                                                       | 27.03.1910—20.03.1945   |
| 5  | Васильченко, Николай Семёнович        | 12.11.2003 | Директор общества «Агрофирма „Маяк“», Золотоношский район Черкасской области                                                                                         | род. 01.01.1946         |
| 6  | Ващук, Николай Васильевич             | 21.04.2006 | Командир отделения 6-й самостоятельной военизированной пожарной части по охране города Припять (посмертно)                                                           | 05.06.1959—14.05.1986   |
| 7  | Венедиктов, Лев Николаевич            | 08.10.2004 | Главный хормейстер Национального академического театра оперы и балета Украины имени Т. Г. Шевченко, народный артист Украины, Киев                                    | 06.10.1924 - 10.12.2017 |
| 8  | Видобора, Владимир Деонисович         | 16.11.2004 | Директор акционерного общества «Агрокомпания „Свобода“», Измаильский район Одесской области                                                                          | 03.03.1941—05.06.2017   |
| 9  | Владимир (Сабодан Виктор Маркианович) | 09.07.2011 | Предстоятель Украинской Православной Церкви, митрополит Киевский и всея Украины                                                                                      | 23.11.1935—05.07.2014   |
| 10 | Владимиренко, Александр Владимирович  | 04.08.2004 | Машинист дистрибутора конвертерного цеха Акционерного общества «Криворожский горно-металлургический комбинат „Криворожсталь“», Днепропетровская область              | род. 16.10.1955         |
| 11 | Возианов, Александр Фёдорович         | 21.08.2000 | Президент Академии Медицинских Наук Украины, директор Института урологии и нефрологии АМН Украины, доктор медицинских наук, академик НАН Украины и АМН Украины, Киев | 02.10.1938 - 07.05.2017 |
| 12 | Возницкий, Борис Григорьевич          | 16.05.2005 | Директор Львовской галереи искусств, Львов | 16.04.1926—23.05.2012   |
| 13 | Войтович, Станислав Андреевич         | 19.08.2009 | Председатель наблюдательного совета общества "Агрокомплекс «Зеленая долина»", Винницкая область                                                                      | род. 18.09.1965         |
| 14 | Воликов, Владимир Николаевич          | 21.08.2010 | Проходчик отдельного подразделения «Шахта „Комсомольская“» государственного предприятия «Антрацит», Луганская область                                                | род. 08.03.1953         |
| 15 | Волошин, Августин Иванович            | 15.03.2002 | Президент Карпатской Украины в 1939 году (посмертно) | 17.03.1874—19.07.1945   |
| 16 | Вороновский, Геннадий Кириллович      | 21.08.2007 | Председатель правления акционерного общества «Харьковская ТЭЦ-5», доктор технических наук, профессор, член-корреспондент НАН Украины                                 | 01.07.1944—28.05.2010   |
| 17 | Вужинский, Иван Андреевич             | 21.10.2004 | Председатель Государственной службы автомобильных дорог Украины | род. 1955               |
| 18 | Вуйчицкий, Анатолий Станиславович     | 28.12.2002 | Директор общества «Агрофирма „Дружба“», Новомосковский район Днепропетровской области                                                                                | 19.12.1936 -29.10.2020  |